# Gleichstellung
Unter Gleichstellung versteht man Maßnahmen der Angleichung der Lebenssituation von im Prinzip gleichberechtigten heterogenen Bevölkerungsgruppen (z. B. Gleichberechtigung von Frau und Mann).
Unter Gleichbehandlung versteht man Maßnahmen zur Angleichung benachteiligter gesellschaftlicher Gruppen (Menschen mit Behinderung, Menschen mit Erkrankung, Menschen mit Migrationshintergrund, Kinder bildungsferner Eltern) in allen Lebensbereichen.
Die Begriffe berühren die Chancengleichheit und die Gleichberechtigung auf Grundlage der Menschenrechte. Die Begriffe bezeichnen spezielle Anwendungen der allgemeinen Gleichheit der Menschen, nach dem verfassungsrechtlichen Gleichheitssatz, vor dem Gesetz und im Alltag. Sie haben auch Berührungspunkte mit der politischen Forderung nach sozialer Gerechtigkeit.

## Grundlagen
Gleichstellung umfasst einige Thematiken, die aufgrund der unterschiedlichen Konzeptionen, der unterschiedlichen gesellschaftlichen Resonanz und der unterschiedlichen politischen Maßnahmen differenziert behandelt werden:
- Gleichstellung der Geschlechter
- Gleichstellung von Behinderten
- Gleichstellung von Homosexuellen
- Gleichstellung von Personen nach der sozialen Herkunft

Zusätzlich umfasst das Thema spezifische Regelungen für spezielle Bevölkerungsgruppen:
- Prostitutionsgesetz (Deutschland) – Gleichstellung von Prostituierten bei der Sozialversicherung

### Begriffsabgrenzung

#### Gender-Mainstreaming
Gender Mainstreaming (englisch für „durchgängige Gleichstellungsorientierung“, „Gleichstellungspolitik“) hat die Förderung der Gleichstellung der Geschlechter zum Ziel und richtet sich an alle Beteiligten (z. B. in einer Universität). Es ist Teil der Gleichstellungspolitik der Europäischen Union.

#### Gleichberechtigung
Der Begriff der „Gleichstellung“ grenzt sich ab gegen denjenigen der „Gleichberechtigung“.
Die Gleichberechtigung wurde in Deutschland 1994 zum Staatsziel erklärt durch den Zusatz zu Art. 3 Abs. 2 Satz 2 GG: „Der Staat fördert die tatsächliche Durchsetzung der Gleichberechtigung von Frauen und Männern und wirkt auf die Beseitigung bestehender Nachteile hin.“ Dabei bestand im Gesetzgebungsverfahren Einigkeit, dass das Staatsziel „an alle Träger öffentlicher Gewalt gerichtet sein soll, keinen Individualanspruch auf ein bestimmtes staatliches Handeln einräumt und der Einwirkungsbereich nicht auf den Binnenbereich des Staates, namentlich den öffentlichen Dienst beschränkt ist, sondern der verbindliche Förderauftrag sich auf alle Bereiche der Gesellschaft erstreckt.“
Während Gleichberechtigung die rechtsstaatliche Gleichbehandlung "mit dem Ziel der Gewährleistung von Menschenwürde, Freiheit, Gerechtigkeit und Rechtssicherheit" verfolgt, geht die Diskussion um Gleichstellung davon aus, dass die rechtsstaatliche Gleichbehandlung nicht automatisch zu einer faktischen Gleichbehandlung führe. Im Gesetzgebungsverfahren war gerade die Abgrenzung von Gleichstellung und Gleichberechtigung ein wichtiger und diskutierter Punkt: „Von einer Seite wurde der Überzeugung Ausdruck verliehen, dass das Grundgesetz nunmehr die Zulässigkeit bevorzugender Ungleichbehandlungen zur Förderung von Frauen klarstelle und insbesondere sicherstelle, dass Frauen, die die gleiche Eignung und Befähigung aufweisen wie vergleichbare Männer, bevorzugt behandelt werden dürfen, wenn die Gruppe der Frauen in dem jeweiligen Bereich unterrepräsentiert sei. Von anderer Seite wurde dies bestritten und hervorgehoben, dass die vorgeschlagene Formulierung nur die Chancengleichheit – die Gleichheit der Ausgangschancen – einräume, aber keine Ergebnisgleichheit vorgebe. Deshalb sei das Wort „Gleichstellung“ bewusst vermieden worden. Sinn der Neuregelung sei es, die Wirksamkeit des Grundrechts der Gleichberechtigung der Geschlechter zu stärken, nicht aber dieses Grundrecht einzuschränken.“
Einigkeit bestand jedoch in der negativen Bewertung von Frauenquoten als Instrument der Gleichberechtigung im Sinne einer Gleichstellung: „Es bestand Übereinstimmung darüber, dass diese Bestimmung eine Frauenförderung in Gestalt sog. starrer Quoten nicht gestattet.“

#### Positive Diskriminierung
Parallel zur deutschen Entwicklung von der Gleichberechtigung zur Gleichstellung entwickelte sich in den USA das Konzept der Affirmative Action, das sich dann mehr und mehr im deutschen Sprachraum etablierte. Das Gegenteil von Gleichstellung ist nicht ausschließlich Benachteiligung. Vielmehr ist die Ungleichbehandlung von Individuen der Regelfall, diese schließt Benachteiligung mit ein. Als „positive Diskriminierung“ bezeichnet man Maßnahmen relativer Bevorzugung im Sinne der Gleichstellung. Zwar sind politische Bestrebungen zur Gleichstellung mit jenen zur Chancengleichheit häufig identisch. Oft widersprechen politische Bestrebungen zur Gleichstellung und Bestrebungen zur Gleichberechtigung einander. Die Gleichberechtigung richtet das Augenmerk auf die Gerechtigkeit jedem einzelnen Menschen gegenüber ohne Ansehen seiner „Gruppenzugehörigkeit“. Die Gleichstellung hingegen strebt die Gleichheit von Gruppen an, indem sie Einzelne aufgrund ihrer Gruppenzugehörigkeit ungleich behandelt.
Das umfasst etwa die Frauenförderung, die weibliche Bürger bevorzugt behandelt, solange etwa eine Frauenquote nicht erreicht ist, die geschlechterspezifischen Regelungen am Arbeitsplatz, die speziellen Ausnahmeregelungen zum Schutz ethnischer Minderheiten oder die Hilfestellung, die einige Gesellschaften politisch Verfolgten angedeihen lassen. Im Zuge der Gleichstellung der Geschlechter wird auch die Benachteiligung von Männern aufgrund ihrer Geschlechterrolle in bestimmten Bereichen betrachtet.

## Einschlägige Rechtsnormen

### Weltweite Rechtsnormen
- Allgemeine Erklärung der Menschenrechte der Generalversammlung der Vereinten Nationen 1948

### EU-weite Rechtsnormen
- Europäische Konvention zum Schutze der Menschenrechte und Grundfreiheiten 1950
- Vertrag von Amsterdam 1999, der in einem grundlegenden Raum der Freiheit, der Sicherheit und des Rechts auch die Chancengleichheit einfordert
- Richtlinie 2000/78/EG die Festlegung eines allgemeinen Rahmens für die Verwirklichung der Gleichbehandlung in Beschäftigung und Beruf

### Rechtsnormen in Deutschland
- Allgemeines Gleichbehandlungsgesetz (AGG, auch Antidiskriminierungsgesetz) vom 14. August 2006 (BGBl. I S. 1897)
- Gesetz für die gleichberechtigte Teilhabe von Frauen und Männern an Führungspositionen. (FüPoG oder FührposGleichberG) vom 24. April 2015 (BGBl. I S. 642)
- Gesetz zur Ergänzung und Änderung der Regelungen für die gleichberechtigte Teilhabe von Frauen an Führungspositionen in der Privatwirtschaft und im öffentlichen Dienst (FüPoG II) vom 7. August 2021 (BGBl. I S. 3311)
- Gesetz zur Förderung der Transparenz von Entgeltstrukturen. (EntgTranspG, auch Entgelttransparenzgesetz) vom 30. Juni 2017 (BGBl. I S. 2152)
- Gesetz zur Gleichstellung von Soldatinnen- und Soldaten der Bundeswehr. (Soldatinnen- und Soldatengleichstellungsgesetz – SGleiG) vom 27. Dezember 2004 (BGBl. I S. 3822)
- Gesetz über die Gleichbehandlung der Soldatinnen und Soldaten. (Soldatinnen- und Soldaten-Gleichbehandlungsgesetz – SoldGG) vom 14. August 2006 (BGBl. I S. 1897, 1904)
- § 75 Betriebsverfassungsgesetz vom 25. September 2001 (BGBl. I S. 2518) das Grundsätze für die Behandlung der Betriebsangehörigen am Arbeitsplatz enthält
- Die länderspezifischen  Landesgleichstellungsgesetze mit Hinweisen zur länderspezifischen Gleichstellung der Geschlechter und Menschen mit Behinderung

### Rechtsnormen in Österreich
- Bundesgesetz über die Gleichbehandlung (GlBG), Österreich im Arbeitsleben
- Bundes-Gleichbehandlungsgesetz (B-GlBG), Österreich im Bereich des Bundes
- Landes-Gleichbehandlungsgesetze, teils auch Antirassismusgesetz, Österreich im Bereich der Länder
- Gemeinde-Gleichbehandlungsgesetze, Österreich im Bereich der Gemeinden eines Landes

### Rechtsnormen in der Schweiz
Die Schweiz hat keine allgemein umfassende Rechtsnorm, sondern nur nach Themen getrennte Gleichstellungsbestimmungen.

### Rechtsnormen in Liechtenstein
- Gleichstellungsgesetz 1999

### Rechtsnormen in Frankreich
- Gleichstellungsgesetz (Behinderte), 2005, französisch loi pour l’égalité des droits et des chances, pour la participation et pour la citoyenneté des personnes handicapées vom 11. Februar 2005 (N° 2005-102, JO N° 36 vom 12. Februar 2005, S. 2353), kurz Loi handicap

## Tier und Sache
In bestimmten Kontexten wie der ethischen Diskussion über Tierschutz wird darüber hinaus sogar von der zivilrechtlichen Gleichstellung von Tier und Sache gesprochen. Gemäß § 90a BGB sind Tiere zwar keine Sachen, werden aber so behandelt, als ob (Analogie). Dieser Paragraf gilt als deklaratorische Norm, der z. B. auf dem Gebiet des Strafrechts keine Bedeutung zukommt. Seit April 2003 steht es im Zivilgesetzbuch der Schweiz: Tiere sind keine Sachen.

## Schwerbehinderte
Nach deutschem Sozialrecht (SGB IX) besteht die Möglichkeit einer Gleichstellung mit schwerbehinderten Menschen ab einem Grad der Behinderung (GdB) von 30.